# Marius Riollet
Marius Riollet est un écrivain, dramaturge et historien français né le 20 septembre 1880 à Saint-Chef (Isère) et mort le 11 septembre 1962 à Grenoble,. Membre de l'Académie delphinale, il a également été journaliste et professeur de lycée. Son roman La Fin du monde a obtenu le Prix Émile-Augier de l’Académie française en 1961.

## Œuvres
- 1922 : La Vie chère à la Tour-du-Pin pendant la Révolution, Villefranche, impr. de J. Lamarsalle, 1922[5]
- 1922 : Les Volontaires nationaux du district de la Tour-du-Pin pendant la Révolution, Grenoble, impr. de Aubert, 1922[5]
- 1930 : Histoire de La Tour du Pin et de onze villages voisins, livre d'histoire qui concerne les communes de Cessieu, Saint Clair de la Tour, Saint Didier de la Tour, Saint Jean de Soudin, Rochetoirin, Montcarra, Montceau, Saint Victor de Cessieu, La Chapelle de la Tour, Sainte Blandine, Montagnieu, La Tour du Pin (Isère) des origines à la fin du Moyen Age[5].
- 1935 : La Roue, drame en 4 actes et un épilogue-prologue, impr. de L. Jean, 1935[5]
- 1936 : La Bête, pièce de théâtre en un acte écrite en 1936 et interprétée en 1939 par la Comédie-Française
- 1937 : Le Tout-Puissant, ou le Plus fort que l'amour, fabliau en 2 actes, Gap, impr. de L. Jean, 1937[5]
- 1939 : Le Dieu d'en bas, (Paris : R. Debresse, 1939-1940)[5]
- 1949 : Humbert aux mains vides, pièce en 3 actes, Vienne, Théâtre antique, 12 juin 1949. Préface de Paul Raynal[5]
- 1950 : Caïnou ou la Bombe atomique, pièce en trois actes et quatre tableaux, Gap, impr. L. Jean[5]
- 1951 : Le Dauphin Humbert II (l'homme), Grenoble, impr. Allier, 1951[6]
- 1956 : Lilith ou la Luxure, tragédie en 3 actes, Grenoble, impr. Guirimand, 1956[5]
- 1957 : Hamour, comédie-bouffe en 3 actes, Cannes, Impr. Aegitna, 1957[5]

## Sources
1. ↑  Chroniques de Saint-Chef en Dauphiné
2. ↑  Les enfants du pays, site de la mairie de Saint-Chef
3. ↑  Marius Riollet sur data.bnf.fr
4. ↑  Marius RIOLLET, site de l’Académie française
5. 1 2 3 4 5 6 7 8 9 10  « Marius Riollet (1880-1962) », sur data.bnf.fr (consulté le 21 avril 2022)
6. ↑  Marius (1880-1962) Auteur du texte Riollet, Le dauphin Humbert II (l'homme) / Marius Riollet, 1951 (lire en ligne)